# (2379) Heiskanen
(2379) Heiskanen (1941 ST) – planetoida z pasa głównego asteroid okrążająca Słońce w ciągu 5,63 lat w średniej odległości 3,16 au. Odkryta 21 września 1941 roku.